# Hampton-Nationalpark
Der Hampton-Nationalpark (englisch Hampton National Park) ist ein nur 3,88 Hektar großer Nationalpark in Queensland, Australien.

## Lage
Er liegt in der Region Darling Downs etwa 95 Kilometer westlich von Brisbane und 240 Kilometer südlich von Hervey Bay. Die nächstgelegene Stadt ist Toowoomba. Von hier erreicht man den Park über den New England Highway Richtung Norden. Nach 25 Kilometern im Ortszentrum von Hampton folgt man der Wilkes Road nach Osten und nach weiteren 500 Metern auf der McMullen Road nach Norden. 200 Meter später passiert man den kleinen Nationalpark. Es gibt dort keine Besuchereinrichtungen.
In der Nachbarschaft liegen die Nationalparks Lockyer, Geham,  Ravensbourne und Crows-Nest.

## Flora
Der Nationalpark schützt einen kleinen Flecken Primärwald aus "Red Bloodwood" (Corymbia gummifera), "Rose She-Oak" (Allocasuarina torulosa),"'Blackbutts" (Eucalyptus pilularis) und "Tallowwood" (Eucalyptus microcorys).
Im Unterholz finden sich "Narrow Leaved Orangebark" (Maytenus silvestris) und  "Coffee Bush" (Breynia oblongifolia).